# Ллуэлин Дэвис, Сильвия
Сильвия Джоселин Ллуэлин Дэвис (англ. Sylvia Jocelyn Llewelyn Davies; 25 ноября 1866 — 27 августа 1910), урождённая Сильвия дю Морье (англ. Sylvia du Maurier) — мать мальчиков, которые стали прототипами Питера Пэна и других детей в историях английского писателя Джеймса Мэтью Барри про Нетландию. Сильвия была дочерью карикатуриста Джорджа дю Морье, старшей сестрой актёра Джеральда дю Морье и приходилась тётей писательницам Анджеле и Дафне дю Морье.
Она встретила своего будущего мужа, молодого адвоката Артура Ллуэлина Дэвиса, на званном обеде в 1889 году и вскоре после этого они были помолвлены. В 1892 они поженились и у них родилось пять мальчиков — Джордж (1893—1915), Джек (1894—1959), Питер (1897—1960), Майкл (1900—1921), и Николас (1903—1980).
В 1898 Дэвисы познакомились на званом обеде с Джеймсом Мэтью Барри и тогда же выяснили, что Барри знаком с тремя их сыновьями, благодаря их частым прогулкам в Кенсингтонских садах. Сильвия и Джеймс близко сдружились, и Барри проводил много времени в доме Дэвисов, а Сильвия сопровождала его с его женой на отдых. Она так же поощряла его дружбу с её сыновьями.
В 1907 году её муж умер от саркомы, после чего Барри начал оказывать ей финансовую помощь и эмоциональную поддержку. После его развода с женой в 1909 году Барри и Сильвия стали жить вместе, но так и не поженились. В 1910 году у Сильвии обнаружили неоперабельный рак груди и она умерла. Незадолго до смерти она написала завещание, что хотела бы, чтобы за её детьми отныне присматривала их медсестра Мэри Ходжсон. Она так же указала, что знает, что Барри всё равно будет опекать её сыновей (что он и сделал) и поэтому наряду с её матерью Эммой дю Морье, её братом Гаем и братом Артура Краумптоном Ллевелином Дэвисом Джеймс Барри был назван в её завещании, как один из опекунов мальчиков. После её смерти Барри сказал мальчикам, что они были помолвлены, но Джек и Питер позже начали скептически относиться к этому заявлению.
В 1951 году её сын Питер вместе с её племянницей Дафной дю Морье выпустили книгу об их дедушке «Юный Джордж дю Морье, письма 1860—1867».
В 1978 канал BBC снял мини-сериал «Потерянные мальчики», где Сильвию сыграла Энн Белл. В 2004 вышел фильм «Волшебная страна», где Сильвию сыграла Кейт Уинслет.